# Arabes du sud

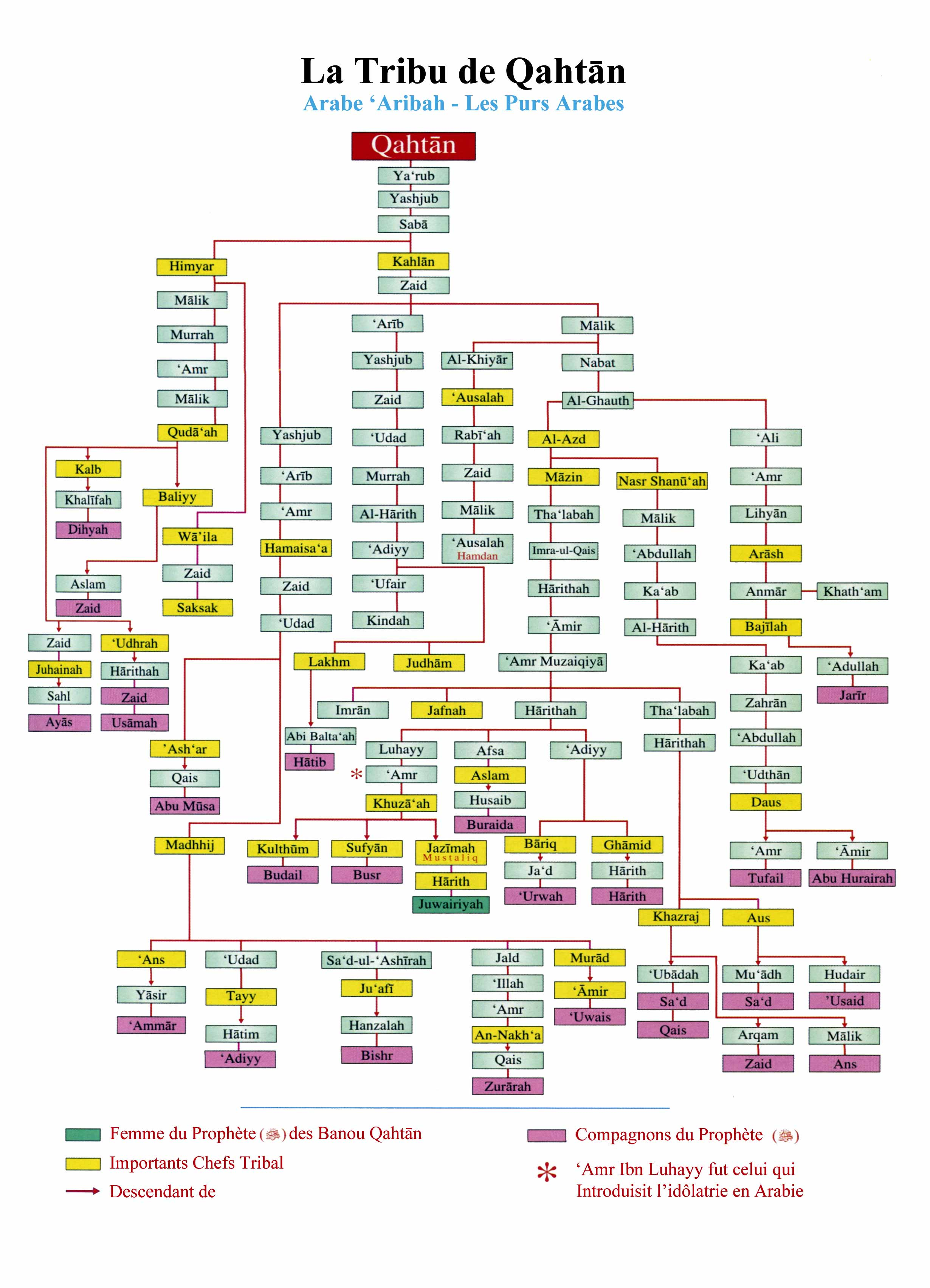
Arabes du Sud : Descendance de Qahtan.

Les Arabes du sud (al Arab al Aribah) sont les Arabes indigènes, comme les Sabéens et les Yéménites, qui se revendiquaient être les descendants de Qahtan, et par lui du prophète Houd, et affirmaient être les représentants des arabes de « pure souche ». Ils entretenaient une rivalité avec les « Arabes du nord » (mousta'ribah ou al-Adnani ou Ma'add Nizar) descendants d'Adnan.
Parmi ces Arabes du sud, on distingue les Himyarites, sédentaires, et les Khalân, qui sont à l'origine de plusieurs groupes de nomades comme les Azd, les Tayy, les Hamdân, les Lakhmides et les Ghassanides. Ils se sont développés grâce au barrage de Ma'rib qui a permis de fertiliser de nombreuses terres arides.
Ils ont prospéré en plusieurs états, dont les royaumes de Saba et Himyar dont la famille régnante appartient à la tribu des Toubba. On rattache généralement aux Himyarites, les Kalb qui se sont installés en Syrie à l'époque Omeyyades.